# Алина Кабаева
Алина Маратовна Кабаева (на руски: Али́на Мара́товна Каба́ева, 
на татарски: Әлинә Марат кызы Кабаева) е руска спортистка (художествена гимнастика), обществен и политически деец, медиен мениджър. От септември 2014 г. – председател на Съвета на директорите на холдинга Национална медийна група. От 2016 г. тя оглавява борда на директорите на ЗАО Спорт-Експрес.
Нейният баща Марат Кабаев, етнически татарин, е футболист и семейството се мести с него в Узбекистан. Тя започва да се занимава с художествена гимнастика в родния си град още на 3,5 години. От 11-годишна (1995), за да развие спортния си потенциал, Алина тренира в Москва при известната треньорка Ирина Винер (съпруга на Алишер Усманов), президентка на Всеруската федерация по художествена гимнастика от 2008 г. Завършва средно образование в Москва.
Олимпийска шампионка през 2004 г. в индивидуалния многобой и бронзова медалистка от Олимпийските игри през 2000 г. в индивидуалния многобой. Двукратен абсолютен световен шампион (1999 и 2003). Петкратен абсолютен европейски шампион (1998 – 2000, 2002, 2004). Шесткратен абсолютен шампион на Русия (1999 – 2001, 2004, 2006 – 2007). Заслужил майстор на спорта на Русия.
Член на Висшия съвет на партия „Единна Русия“ (2001 – 2005). Член на Обществената камара на Руската федерация (2005 – 2007). Депутат на Държавната дума на Федералното събрание на Руската федерация от 5-то (2007 – 2011) и 6-то събрание (от 4 декември 2011 г. до 15 септември 2014).
Наградена е с орден „Дружба“ (2001 г.), „За заслуги към отечеството“ IV степен (2005 г.) и орден на честта на Южна Осетия (2015 г.), както и почетна грамота на президента на Руската федерация (2013).
През 2022 г., поради нахлуването на Русия в Украйна, Обединеното кралство, Канада, Европейският съюз, Швейцария, Австралия и САЩ налагат персонални санкции срещу Кабаева.

## Биография

### Детство
Родена е на 12 май 1983 г. в град Ташкент, Узбекска ССР, в семейството на Марат Вазихович Кабаев, татарин мюсюлманин (професионален футболист, играч на Ташкент Пахтакор) и Любов Михайловна Кабаева, рускиня (професионална баскетболистка). В края на 1991 г. семейството на Алина Кабаева последва нейния баща от Узбекистан в Казахстан, а след това в Русия. През 1993 г. тя представлява Казахстан на международни състезания в Япония. До 1994 г. тя играе за Казахстан. От единадесетгодишна възраст, след развода на родителите си, Алина живее в Москва със сестра си Лейсан и майка си.

### Спортна кариера
Започва да тренира художествена гимнастика в Ташкент на възраст от 3,5 години и прави първите си стъпки в спортното дружество „Трудови резерви“. Майката Любов Михайловна иска дъщеря й сериозно да се занимава с фигурно пързаляне или художествена гимнастика. В Узбекистан няма силни школи по фигурно пързаляне, така че изборът пада върху художествената гимнастика. Първите треньори на Кабаева са А. Малкина и Е. Тарасова. В Казахстан Кабаева учи с треньор Лариса Никитина.
На 11-годишна възраст, за да развие напълно атлетичния си потенциал, Кабаева и майка й се преместват в Москва, за да тренира с Ирина Винер. Новият наставник веднага поставя условие: да отслабне (според гимнастическите стандарти Кабаева е склонна към пълнота). От 1995 г. Кабаева тренира с Винер. Тя играе за руския национален отбор от 1996 г.
Две години след като започва да играе за националния отбор на Русия, на 15-годишна възраст, тя печели Европейското първенство (1998 г.), а впоследствие става абсолютна европейска шампионка още четири пъти. През 1999 г. тя печели Световното първенство. Любимите упражнения са с лента и бухалки. Коронният елемент е пирует. В миниатюрата „Кармен” от Жорж Бизе Кабаева интерпретира образа си като жена, „която си играе с мъжете”.
Тя завършва спортната си кариера през 2007 г.

### Олимпиада в Сидни през 2000 г.
Като общопризнат фаворит и показвайки най-добри резултати във финалите в упражнения с въже, топка и лента, Кабаева прави сериозна грешка при изпълнение с обръч (той се търкулва от тепиха), показва 9-ти резултат от 10 финалисти и в крайна сметка заема трето място.

### Допинг скандал
През 2001 г. лидерите на световната художествена гимнастика, рускините Алина Кабаева и Ирина Чащина, са заловени с фуроземид, в резултат на което и двете са дисквалифицирани за две години. Спортистите са лишени от всички награди от Игрите на добра воля и Световното първенство през 2001 г. От август 2001 г. до август 2002 г. гимнастичките нямат право да участват в никакви състезания. Втората година дисквалификация е дадена условно, тоест спортистите са допуснати да се състезават в официални турнири, но върху тях е установен най-строг контрол. Първото международно състезание след забраната е Европейското първенство по художествена гимнастика през 2002 г., където Кабаева заема 1-во място в индивидуалния многобой.

### Олимпиада в Атина през 2004 г.
Отново фаворитката Кабаева заема първо място, пред Ирина Чащина и Анна Бесонова от Украйна. Във финала Кабаева показва най-добри резултати в упражненията с топка, бухалки и лента, а в упражнението с обръч губи само от Чащина.

### Олимпиада в Пекин през 2008 г.
Плановете за участие на Кабаева в Олимпиадата през 2008 г. са многократно изразени, но това не се случва.

### Образование
През 2007 г. завършва задочно Московския държавен университет по обслужване, получавайки квалификация като специалист в областта на спортния мениджмънт.
През 2009 г. завършва задочно Държавния университет по физическа култура в Санкт Петербург „П. Ф. Лесгафт“.
На 11 октомври 2018 г. в Санкт Петербург тя защитава кандидатската си дисертация на тема „Съдържанието на спортно-развлекателния етап на обучение на деца в предучилищна възраст по художествена гимнастика“ (кандидат на педагогическите науки), публикувани са 9 статии и 1 програма по темата на дисертацията. Защитата се провежда в НГУ по физическа култура, спорт и здраве „П. Ф. Лесгафт“.

### Политическа и обществена деятелност
От декември 2001 г. до октомври 2005 г. (на възраст 18 – 22 години) е член на Висшия съвет на партията „Единна Русия“.
На 28 юни 2005 г. тя подписва „Писмо в подкрепа на присъдата срещу бившите лидери на НК ЮКОС“.
От октомври 2005 г. до септември 2007 г. е член на Обществената камара на Руската федерация. В рамките на Комисията на обществената камара за развитие на благотворителността, милосърдието и доброволчеството тя се занимава с проблема със застраховането на спортистите. Според съобщения в медиите Кабаева е отстранена от Обществената камара през септември 2007 г., тъй като тя и Алла Пугачева „не само не са работили, но изобщо не са се появявали на срещи“.
През 2007 г. тя става депутат от Държавната дума на Руската федерация от петото събрание. Избрана е във федералната листа на партия „Единна Русия“, разпределена в избирателния район в Нижнекамск. Тя е заместник-председател на комисията по въпросите на младежта на Думата.
През 7-годишната си работа в Държавната дума (2007 – 2014 г.) Кабаева три пъти говори на пленарни заседания и участва в разработването на пет законопроекта. Сред тях две са общодумски инициативи, подписани от повечето депутати от долната камара. Кабаева, заедно с колегите си, популяризира по-специално „Закона на Дима Яковлев“, който забранява на гражданите на САЩ да осиновяват руски деца.
Под патронажа на Кабаева по време на изпитните сесии от 2008 и 2009 г. работи гореща телефонна линия за ученици за Единния държавен изпит.
На 15 февруари 2008 г. е избрана за председател на Обществения съвет на холдинга Национална медийна група.
Посещава столицата на Южна Осетия, град Цхинвали, който е разрушен по време на битките за Цхинвали по време на войната в Грузия през 2008 г.
Тя става ръководител на благотворителната фондация на Алина Кабаева. Фондацията участва в изграждането на спортен комплекс в Цхинвали, организира Горещата линия за единен държавен изпит, помага на селските библиотеки в избирателния район на Алина Кабаева – Нижнекамска област на Татарстан, организира детски фестивал по художествена гимнастика.
Според редица публикации на 1 юни 2010 г. Гражданската камара на Руската федерация възнамерява да публикува списък на депутати, които редовно отсъстват от заседанията на Думата. Предполага се, че в списъка е трябвало да бъде включена именно Кабаева. В последния момент обаче Обществената камара признава публикуването на този списък за „безсмислено“.
През февруари 2014 г., като част от група от шест от най-титулуваните руски спортисти, Алина Кабаева участва в церемонията по запалването на олимпийския факел, предавайки огъня на Зимните олимпийски игри в Сочи на Ирина Роднина и Владислав Третяк, които запалват този основен символ на конкуренцията.
През септември 2014 г. Кабаева решава да прекрати парламентарната си дейност в Държавната дума на Руската федерация и да заеме поста председател на съвета на директорите на холдинга Национална медийна група, чийто обществен съвет оглавява в продължение на шест години.
През 2021 г., след скандал в състезанията по художествена гимнастика на Олимпиадата в Токио, Кабаева изпраща отворено писмо до ръководителя на Международната федерация по гимнастика Моринари Ватанабе, като я помолва да разкрие оценките на съдиите на представителката на ROC Дина Аверина и израелката Лина Ашрам.
През април 2022 г. препратките към Кабаева изчезват от сайта на Националната медийна група. Във връзка с руската инвазия в Украйна, затвореният опозиционен политик Алексей Навални преди това призовава Запада да наложи санкции срещу руските държавни медии и тяхното ръководство, включително Кабаева.

### Кино и телевизия
По време на дисквалификацията си Кабаева води седмичната програма „Империя на спорта“ на 7 телевизионен канал и участва в японския игрален филм „Червена сянка“. Тя участва във видеото към песента на групата „Игра на думи“ „Алина Кабаева“.
Участва в телевизионната игра „Форт Боярд”, където участва в плуване в Бискайския залив и пропълзява през няколко въртящи се цилиндъра за рекордно време, както и в снимките на риалити шоуто “Harem” в Кения за канала СТС.
През юли 2008 г. започват снимките на седмичната авторска програма на Кабаева за живота и кариерата на успешните хора – „Стъпки към успеха“ на канала REN TV, който се излъчва по този канал от есента на 2008 г. до януари 2010 г., а по-късно преминава към Канал 5, където е приключен през 2011 г.
Историята, посветена на Кабаева и нейния път към златния медал в Атина, става част от филма „Нашите победи“, осми том от документалната поредица „Събрани олимпийски произведения“, който е пуснат по канал „Спорт“ през 2008 г.
От юли до август 2012 г. за кратко време тя е водеща на програмата „Пътят към Олимп“ на канала REN TV.

### Светски живот
През 2006 г. Кабаева става лауреат на националната награда „Жена на годината „Glamour“ въз основа на резултатите от гласуването на читателите на списанието, а също така е призната за най-секси в Русия сред 10 лауреати на „Топ 10 Sexy” награда в категория „спорт”. Тя участва гола в списание Maxim, както и в проекта на Екатерина Рождественская „Календар“. През 2010 г. тя става един от не-моделите (заедно с Алла Пугачова, Анна Курникова, Рената Литвинова и Ингеборга Дапкунайте), чиято снимка е поставена на корицата на руското списание Vogue.
Песента на групата „Игра на думи“, наречена „Алина Кабаева“, и песента на Мурат Насиров „Не плачи, моя Алина!“ са посветени на Кабаева, както и песента на Максим Бузникин „Алина е половината от моята съдба“, която футболистът написва, по думите му, по волята на сърцето си.
Кабаева е една от героините на пиесата „Берлус Путин“, поставена в московския театър Teat.doc от режисьора Варвара Фаер по пиесата на италианския драматург и нобелов лауреат Дарио Фо „Двуглавата аномалия“ (L'anomalo bicefalo).

### Личен живот
В продължение на четири години, от 2002 до 2006 г., Кабаева има връзка с капитан от полицията Давид Муселиани (роден през 1969 г.), по това време заместник-началник по работа с персонала на Пресненското полицейско управление в Москва. В пресата Муселиани вече е наречен годеник на Кабаева. Кабаева, по-специално, говори подробно за тези отношения и за подготовката за сватбата в интервю за списание „Седем дни“, публикувано в № 41, 4-11 октомври 2004 г., под заглавие: Алина Кабаева: „Аз скрих любовта ми две години”. До началото на 2006 г. двойката се разделя; както Кабаева изяснява, „това е взаимно решение“ и тя и Муселиани остават приятели. През юли 2013 г. в интервю за списание Большой спорт Кабаева заявява, че няма деца.
Според вестник Neue Zuricher Zeitung през март 2015 г. Кабаева е родила дете във ВИП клиниката Св. Анна (Соренго, кантон Тичино, Швейцария). Пресата специално отбелязва, че няма отказ от Кабаева. На 19 май 2015 г. Кабаева се появява публично за първи път след тази история, участвайки в седмия фестивал на художествената гимнастика „Алина“ заедно с Йосиф Кобзон.
Преди това Кабаева изповядва ислям, но проявява интерес към християнството и изразява желание да се покръсти. Преди Олимпийските игри през 2004 г. Алина е кръстена.
През август 2021 г. тя се появява публично с годежен пръстен.

### Отношения с Путин
На 12 април 2008 г. изданието Moсковски кореспондент публикува статия за предстоящата сватба на Кабаева с Владимир Путин. Тази новина е препечатана от Der Spiegel, Stern, Die Welt, Die Presse. Прессекретарят на Кабаева Е. Овчинникова казва, че Кабаева няма да коментира тази новина, и поисква вестникът да отпечата опровержение. На 18 април в Сардиния, на пресконференция, Путин, в отговор на въпрос за публикацията в Московския кореспондент, казва, че в тази история „няма нито една дума истина“. 10 дни след публикуването на статията изданието, което започва да излиза през септември 2007 г., е закрито поради финансовата криза.
През 2013 г. New York Post и Paris Match публикуват информация за връзката между Кабаева и Путин. Във френския седмичник статията е озаглавена „Алина Кабаева – втората дама на Русия?“. Като документално доказателство за това, че Кабаева и Путин са близки приятели, Борис Немцов представя на Замоскворецкия съд на Москва на 31 януари 2011 г., по време на разглеждането на иска на бизнесмена Генадий Тимченко, маршрутен лист за полет на частен самолет Dassault Falcon 20, който принадлежи на приятеля на Путин, на 19 май 2008 г., бизнесмена Генадий Тимченко, който твърди, че е довел Кабаева и няколко други приятели на Путин в Сочи (където се намира Путин). Съдът отказва да включи листа в делото.
Самата Кабаева не коментира публично тези събития; RBC забелязва, че през 2013 г. в интервю с Алексей Немов в изданието Большой спорт Кабаева отказва да обсъжда личния си живот.
През април 2022 г. The Wall Street Journal, позовавайки се на източници сред официални лица, пише, че американските власти не налагат санкции срещу Кабаева във връзка с руската инвазия в Украйна поради опасения от „по-нататъшна ескалация на напрежението между Русия и Съединените щати“. Американските власти смятат Кабаева за майка на поне три от децата на Путин (първото е родено в Швейцария през 2015 г., другите две в Москва през 2019 г.; вестник "Московский комсомолец", който пише за раждането на близнаците, изтрива статията). Бившата гимнастичка е „заподозряна в участие в укриване на личното богатство на Путин в чужбина и остава потенциална цел за санкции.“
През август 2022 г. Съединените щати оправдават санкциите срещу Кабаева с факта, че освен всичко друго, тя „има близки отношения с Путин“.
Според неназован източник на швейцарския вестник Tages-Anzeiger, както и разследване на изданието Proekt, Кабаева има двама сина от Путин. Първият е роден през 2015 г. в клиниката Света Анна в Швейцария, вторият (или близнаци) в Москва през 2019 г.

## Семейство
Баща – футболист, футболен треньор, майстор на спорта на СССР - Марат Вазихович Кабаев (роден 1961 г.), татарин, мюсюлманин, живял в Ташкент, през 2011 г. се премества в Казан. Играл е за футболния отбор на Пахтакор през 1980 – 1986 г., шампион на Казахстан през 1993 г. като част от Трактор Павлодар. След като завършва футболната си кариера, започва работа като треньор.
Майка – Любов Михайловна Кабаева, рускиня, покръстена, живее в Москва. Играла е в отбора по баскетбол на Узбекистан. През февруари 2023 г. Обединеното кралство налага санкции срещу нея във връзка с нахлуването на Русия в Украйна, отбелязвайки, че семейството на Кабаева притежава имущество в Русия на стойност милиони лири стерлинги.
По-малката сестра Лейсан Маратовна Кабаева (родена през 1987 г.) се занимава с бизнес, притежава агенция за недвижими имоти и се занимава със спорт, първо фехтовка, след това художествена гимнастика, но не харесва спорта. По професия управител на хотелиерство.
Втора братовчедка – Лейсан Маратовна Кабаева (родена 1979 г.) е работила като съдия в градския съд на Алметиевск в Татарстан (2016 – 2021 г.).
Дядо – Вазих Кабаев е председател на Републиканската федерация на Узбекската ССР за национална борба kuresh, обича художествената гимнастика и помага за откриването на секция в училището, където учи Алина.
Дядото на Алина се бие на Ленинградския фронт, превозвайки товари по пътя на живота.
Баба – Анна Яковлевна Зацепилина (р. 1935 г.).

## Сведения за доходи и собственост
Според редица публикации Кабаева става собственик на най-високия доход за 2009 г. сред „звездните депутати“ и сред спортните депутати: 12,9 милиона рубли според справката за доходите.
Според официалните данни приходите на Кабаева за 2011 г. възлизат на 11,5 милиона рубли. Кабаева притежава парцел от 7200 м², три апартамента, автомобили Meрцедес-Бенц и Порше Кайен.
Според The Insider доходът на Кабаева през 2018 г. от работа в NMG възлиза на 785 милиона рубли, което е многократно по-високо от заплатите на топ мениджъри на подобни позиции.
През 2019 г. Oткрытые медиа оценява стойността на недвижимите имоти, регистрирани на името на Кабаева и нейните роднини, на 1,25 милиарда рубли (шест апартамента, две къщи и 70 акра земя в четири региона).
През 2020 г. вестник „Собеседник“, позовавайки се на данни от Росреестр и изданието Русская пресса, съобщава, че майката на Алина Кабаева има апартамент в Москва на стойност 600 милиона рубли. Освен това баба й Анна Зацепилина и Лейсан Кабаева (сестрата на спортистката) купуват четири апартамента в Москва и Санкт Петербург, чиято приблизителна цена е около 740 милиона рубли. Апартаментите са закупени от хора от близкото обкръжение на президента Путин: приятел от детството Пьотър Колбин, Генадий Тимченко и Григорий Баевски (партньор на Аркадий Ротенберг, известен като „брокер на приятелите на Путин“).
През октомври 2022 г. къща в Швейцария, която се появява в материала на The Wall Street-Journal и за която се твърди, че е използвала Алина Кабаева, е обявена за продажба за 75 милиона швейцарски франка (приблизително 75,5 милиона долара).
По данни на Росреестр от 2022 г. Кабаева и нейните баба, майка и сестра притежават общо 10 апартамента в Москва и Санкт Петербург, както и парцели и вили в Московска област и Сочи на обща пазарна стойност 2,5 милиарда рубли.
През февруари 2023 г. журналисти от изданието „Проект“ оценяват недвижимите имоти на Кабаева на 120 млн. долара. Според разследването в тях, наред с други неща, е „най-големият апартамент в Русия“, закупен от номинала Владимир Путин, с площ от 2600 квадратни метра в Сочи.

## Санкции
През 2022 г., след като започва руската инвазия в Украйна, редица държави въвеждат персонални санкции срещу Кабаева.
На 13 май британското външно министерство добавя Кабаева към списъка със санкции във връзка с нахлуването на Русия в Украйна като член на вътрешния кръг на Владимир Путин. В същото време са въведени санкции срещу нейната баба Анна Зацепилина, която се нарича бизнес партньор на приятеля на Путин Генадий Тимченко.
На 27 май Канада налага санкции срещу Кабаева. В документа се посочва, че „лицата, санкционирани на 27 май, са тясно свързани с ръководството на руския режим, включително висши служители на руски финансови институции и членове на техните семейства, които са били санкционирани за съучастието им в неоправданото нахлуване на Русия в Украйна“. Санкциите забраняват на лица в Канада и канадци извън Канада да се занимават с каквито и да е дейности, свързани с имущество на лица в списъка със санкции, да им предоставят финансови услуги и т.н.
На 3 юни Европейският съюз налага санкции срещу Кабаева. В документа се казва: „Кабаева е председател на борда на директорите на Националната медийна група (NMG), холдингова компания, която притежава големи дялове в почти всички значими руски федерални медии, които възпроизвеждат руската правителствена пропаганда. Тя е тясно свързана с руския президент Владимир Путин. Следователно тя носи отговорност за подкрепа на действия и политики, които подкопават териториалната цялост, суверенитета и независимостта на Украйна“.
На 10 юни Швейцария се присъединява към санкциите на ЕС срещу Кабаева.
На 28 юни Австралия добавя Алина Кабаева към личния си списък със санкции. Ограниченията предвиждат замразяване на активи, а лицата, включени в списъка, имат забрана за влизане в страната.
На 2 август САЩ налагат санкции срещу Кабаева. В списъка със санкции Кабаева се свързва с Швейцария и Русия.
На 28 септември Нова Зеландия налага санкции срещу Кабаева.
На 7 октомври 2022 г. тя попада под японски санкции „в отговор на псевдореферендумите в окупираните украински територии“.

## Оценки
В класацията на „100-те най-влиятелни жени в Русия“ на списание „Огонёк“, публикувана през март 2014 г., тя заема 8-мо място.